# Guerra rus'-bizantina de 970–971
Guerra rus'-bizantina de 970–971 foi um conflito que se iniciou antes, em 967–968, travado na parte oriental dos Bálcãs e que envolveu a Rússia de Quieve, a Bulgária e o Império Bizantino. Os bizantinos instigaram o governante rus', Esvetoslau, a atacar a Bulgária, o que levou ao colapso do estado búlgaro e à ocupação da maior parte do território pelos rus'. Logo após a vitória, os próprios russos foram derrotados pelos bizantinos e tiveram que se retirar, deixando a Bulgária livre para ser incorporada ao Império Bizantino.
Em 927, um tratado de paz foi firmado entre a Bulgária e Bizâncio, iniciando um período de quarenta anos de paz após muitos de guerra. Ambos os estados prosperaram neste interlúdio, mas o balanço de poder foi gradualmente pendendo para os bizantinos, que avançaram territorialmente contra o Califado Abássida no oriente e conseguiram estabelecer um conjunto de alianças que efetivamente aprisionou a Bulgária. Em 965–66, o belicoso imperador Nicéforo II Focas (r. 963–969) recusou-se a renovar o tributo anual que era parte do tratado de paz e declarou guerra à Bulgária. Preocupado com suas campanhas no oriente, contudo, Nicéforo resolveu esta guerra por meio de um intermediário, convidando Esvetoslau a invadir seu inimigo.
A campanha subsequente de Esvetoslau superou em muito as expectativas dos bizantinos, que esperavam que a aliança fosse apenas um meio para pressionar os búlgaros. O príncipe rus' conquistou as regiões centrais do Império Búlgaro em 967–969, aprisionou o czar Bóris II e, através dele, governou o país. Esvetoslau pretendia continuar o avanço para o sul atacando o Império Bizantino também que, por sua vez, considerava a fundação de um novo e poderoso estado rus'-búlgaro nos Bálcãs uma ameaça. Após deter o avanço rus' pela Trácia na Batalha de Arcadiópolis em 970, o imperador João I Tzimisces liderou um exército rumo ao norte no ano seguinte e capturou Preslava, a capital búlgara. Após um cerco de três meses à fortaleza de Dorostolo, Esvetoslau concordou com os termos bizantinos e se retirou da Bulgária. Tzimisces formalmente anexou a Bulgária oriental ao Império Bizantino, mas o controle das regiões central e ocidental do país permaneceu efetivamente fora das mãos bizantinas; este fato levaria ao renascimento do estado búlgaro nesta região sob a dinastia dos cometópulos.

## Contexto

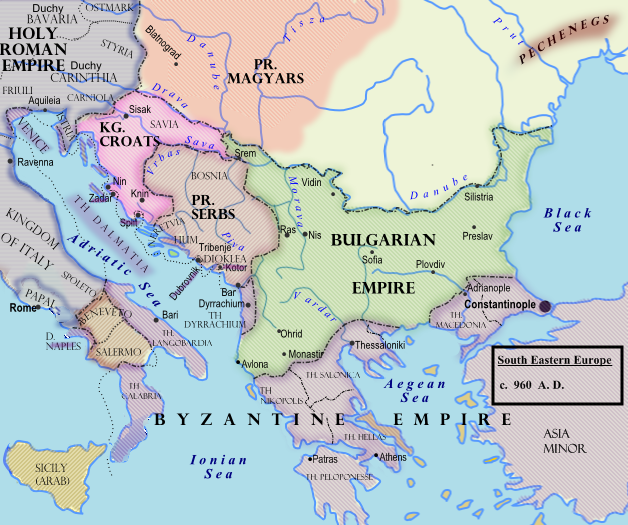
Mapa da região dos Bálcãs por volta de 950

No início do século X, dois poderes haviam dominado os Bálcãs: o Império Bizantino, que controlava o sul da península e as regiões costeiras, e o Império Búlgaro, nas regiões centrais e norte. As primeiras décadas do século foram dominadas por Simeão I (r. 893–927), que, numa série de guerras, expandiu seu império às custas dos bizantinos e assegurou para si o título de "imperador". A morte de Simeão em maio de 927 foi seguida imediatamente de uma acomodação entre as duas potências, formalizada num tratado e numa aliança matrimonial. O segundo filho e sucessor de Simeão, Pedro I (r. 927–969), se casou com Irene Lecapena (chamada de Maria), a neta do imperador Romano I Lecapeno (r. 920–944), e seu título imperial foi também reconhecido. Um tributo anual (que os bizantinos, para manter as aparências, chamaram de "subsídio para sustentar Maria") seria então pago ao imperador búlgaro em troca da paz.
O acordo se manteve por quase quarenta anos, uma vez que as relações pacíficas eram benéficas a ambas as potências. A Bulgária, apesar da barreira formada pelo Danúbio, ainda era ameaçada em suas regiões setentrionais pelos povos das estepes: os magiares e os pechenegues. Eles lançavam raides por toda a Bulgária, chegando ocasionalmente ao território bizantino também. Ainda assim, a paz bizantino-búlgara significava menos problemas vindos do norte, pois muitos dos raides dos pechenegues eram patrocinados pelos bizantinos. O reinado de Pedro, mesmo sem o brilho militar de Simeão, foi uma era de ouro para a Bulgária, com uma economia em ascensão e uma vibrante sociedade urbana.
O Império Bizantino utilizou o período de paz para focar sua energia nas guerras contra o Califado Abássida no oriente, onde uma série de campanhas sob os generais João Curcuas e Nicéforo Focas expandiu muito o território imperial. Ao mesmo tempo, as reformas militares criaram um exército muito mais efetivo e ofensivamente orientado. Os bizantinos não negligenciaram os Bálcãs e trabalharam diligentemente para melhorar suas relações com os povos da Europa central e oriental, sutilmente alterando a balanço de poder na região: o porto bizantino de Quersoneso, na Crimeia, mantinha relações comerciais com os pechenegues e com a emergente Rússia de Quieve; missionários bizantinos levaram o cristianismo aos magiares; e os príncipes eslavos da região ocidental dos Bálcãs aceitaram finalmente a suserania imperial, particularmente após Tzéstlabo da Sérvia ter encerrado o controle búlgaro sobre a Sérvia. Estes relacionamentos com os poderes na periferia da Bulgária eram ativos importantes para a diplomacia bizantina, pois instigar ataques de vizinhos era uma estratégia clássica bizantina para pressionar os búlgaros.
Com a súbita morte do imperador Romano II Lecapeno em 963, Nicéforo Focas usurpou o trono dos filhos pequenos dele e se tornou imperador sênior como Nicéforo II Focas (r. 963–969). Um proeminente membro da aristocracia militar da Anatólia, principalmente no oriente, Nicéforo liderou pessoalmente as campanhas que recuperaram Chipre e a Cilícia. Quando uma embaixada búlgara apareceu em 965 para cobrar o tributo devido, Nicéforo, com sua confiança em alta por conta dos sucessos recentes — e considerando presunçosa a exigência búlgara; se recusou a pagar, alegando que a morte recente da imperatriz Maria (c. 963) havia encerrado a obrigação bizantina. Ele surrou os embaixadores e os enviou de volta com ameaças e insultos. Em seguida, marchou com suas tropas para a Trácia, realizou uma parada militar para demonstrar força e chegou a saquear algumas fortalezas fronteiriças búlgaras. A decisão de Nicéforo de efetivamente romper as relações com os búlgaros foi também uma resposta ao recente tratado assinado entre Pedro e os magiares, que estipulava que eles poderiam atravessar o território búlgaro para atacar o Império em troca de não mais atacarem a Bulgária.
Ansioso para evitar a guerra, o czar Pedro enviou seus dois filhos, Bóris II e Romano I, como reféns a Constantinopla. Nicéforo mesmo assim não se convenceu, mas não conseguiu — ou não quis — atacar a Bulgária diretamente, pois suas forças estavam ocupadas no oriente; além disso, tendo aprendido com os erros do passado, Nicéforo estava relutante em travar uma guerra na montanhosa e florestada Bulgária. Assim, ele se valeu do antigo expediente de chamar uma tribo da Europa setentrional para atacar a Bulgária. No final de 966 ou início de 967[a] ele despachou o patrício Calóciro, um cidadão de Quersoneso, como seu embaixador a Esvetoslau, governante da Rússia, um povo que há muito mantinha relações próximas com o Império e estava obrigado a ajudar os bizantinos pelos termos do tratado de 945. Prometendo ricas recompensas e, de acordo com Leão, o Diácono, um pagamento de 750 quilos de ouro, Esvetoslau foi convencido a atacar a Bulgária a partir do norte. A decisão de Nicéforo de contatar Esvetoslau foi pouco usual, pois os pechenegues eram a escolha tradicional para este tipo de tarefa. O historiador A.D. Stokes, que examinou o tema, sugere que esta decisão teve também um segundo motivador: desviar a atenção de Esvetoslau, que acabara de destruir o Grão-Canato Cazar, do posto bizantino de Quersoneso.

## A invasão da Bulgária por Esvetoslau
Esvetoslau concordou entusiasticamente com a proposta bizantina. Em agosto de 967 ou 968, os rus' cruzaram o Danúbio e invadiram o território búlgaro, derrotando um exército defensor de 30 000 homens na Batalha de Silistra e ocupando a maior parte do território de Dobruja. De acordo com o historiador Vasil Zlatarski, Esvetoslau tomou oitenta cidades no nordeste da Bulgária, que foram saqueadas e destruídas, mas não ocupadas permanentemente. O czar Pedro sofreu um ataque epilético quando recebeu as notícias da derrota. Os rus' passaram o inverno em Pequena Preslava, enquanto os búlgaros se retiravam para a fortaleza de Dorostolo. No ano seguinte, Esvetoslau deixou parte de seu exército para conter um ataque pechenegue à sua capital, Quieve (incitado pelos bizantinos ou, de acordo com a "Crônica Primária" russa, pelos búlgaros). Ao mesmo tempo, o czar Pedro enviou nova embaixada aos bizantinos, uma visita que foi relatada por Liuprando de Cremona, e, desta vez, ao contrário da anterior, ela foi recebida com grandes honras. Mesmo assim, Nicéforo, confiante em suas forças, exigiu termos duros: Pedro deveria renunciar em nome de Bóris, e os dois jovens imperadores, Basílio e Constantino (filhos de Romano II), deveriam se casar com princesas búlgaras, filhas de Bóris.
| “ | Não me apetece ficar em Quieve, mas eu viveria em Pequena Preslava no Danúbio. Ali será o centro de minhas terras; pois lá fluem todas as coisas boas: ouro dos gregos [bizantinos], tecidos preciosos, vinhos e frutas de muitos tipos; prata e cavalos dos checos e magiares e, dos rus', peles, cera, mel e escravos. | ” |
|   | — Esvetoslau I, Crônica Primeira. |   |

Pedro se retirou para um mosteiro, onde morreu em 969, ao passo que Bóris foi solto pelos bizantinos e reconhecido como Bóris II. Por um tempo, pareceu que o plano de Nicéforo teria funcionado. Porém, a breve campanha de Esvetoslau no sul acendeu suas ambições e o desejo de conquistar as terras férteis e ricas da região. Nisto ele parece ter sido incentivado por Calóciro, o enviado bizantino que cobiçava para si a coroa imperial. Assim, após derrotar os pechenegues, Esvetoslau enviou vice-reis para governar em sua ausência e voltou sua atenção para o sul.
No verão de 969, Esvetoslau retornou para a Bulgária com toda força, acompanhado por contingentes de aliados pechenegues e magiares. Em sua ausência, Pequena Preslava havia sido reconquistada por Bóris, mas, apesar da valorosa defesa búlgara, os rus' tomaram de assalto a cidade. Depois disso, Bóris e Romano se renderam e Esvetoslau rapidamente estabeleceu seu controle sobre a Bulgária oriental e setentrional, postando guarnições em Dorostolo e na capital Preslava. Lá, Bóris continuou a viver e a exercer uma autoridade nominal como vassalo dos rus', não passando de uma figura mantida apenas para apaziguar o ressentimento dos conquistados. Contudo, Esvetoslau parece ter conseguido alistar ao menos o apoio dos soldados búlgaros, que se juntaram em grandes quantidades ao exército rus' na esperança dupla de conseguir algum espólio na campanha e pela oportunidade de atacar os bizantinos. O próprio Esvetoslau foi cuidadoso em não alienar seus novos súditos, proibindo seu exército de saquear a zona rural e as cidades que se rendessem pacificamente.
E, assim, o plano de Nicéforo se voltou contra ele: ao invés de uma Bulgária fraca, ele tinha agora uma nação nova e belicosa na sua fronteira norte e cujo governante demonstrava claramente que continuaria seu avanço pelo território bizantino. O imperador tentou ainda convencer os búlgaros a reiniciarem sua campanha contra os invasores, mas não conseguiu apoio. Então, em 11 de dezembro de 969, Nicéforo foi assassinado num golpe palaciano e foi sucedido por João I Tzimisces (r. 969–976), que herdou a missão de resolver a situação nos Bálcãs. O novo imperador enviou embaixadores a Esvetoslau propondo negociações, mas ele exigiu um enorme tributo em troca de sua retirada e insistiu que o Império deveria abandonar seus territórios europeus para ele e se concentrar na Ásia Menor. De imediato, Tzimisces estava preocupado em consolidar sua posição e em conter as revoltas que a poderosa família Focas e seus aliados estavam provocando na Ásia Menor. Assim, ele encarregou os esforços de guerra na região ao seu cunhado, o doméstico das escolas Bardas Esclero, e ao eunuco estratopedarca Pedro Focas.
No início de 970, um exército rus', com grandes contingentes de búlgaros, pechenegues e magiares, cruzou a cordilheira dos Bálcãs e marchou para o sul. Esvetoslau tomou de assalto a cidade de Filipópolis (Plovdiv) e, de acordo com Leão, o Diácono, empalou 20 000 de seus habitantes. Sclero, com um exército de 10 a 12 mil homens, enfrentou-os na Batalha de Arcadiópolis (perto da moderna Luleburgaz) no início da primavera de 970. O general bizantino, cujo exército era consideravelmente menor, se utilizou de uma falsa retirada para atrair os pechenegues para longe da força principal até uma emboscada. O exército principal rus' entrou em pânico e fugiu, sofrendo pesadas perdas nas mãos dos bizantinos. Os rus' se retiraram para o norte, para além das montanhas, o que deu a Tzimisces tempo para lidar com as revoltas internas no império e para reagrupar suas forças.

## A ofensiva bizantina

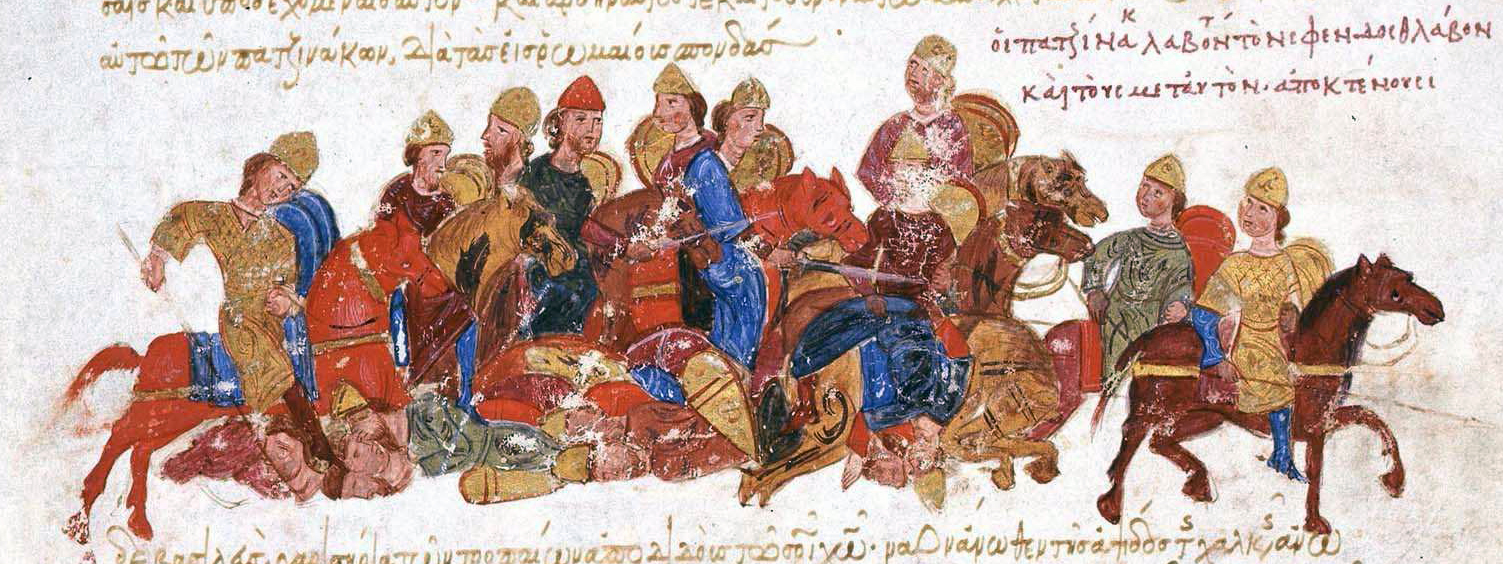
Pechenegues massacrando os exércitos de Esvetoslau.
Iluminura do Escilitzes de Madri

Depois de ter desviado sua atenção para sufocar a revolta de Bardas Focas, o Jovem, durante todo o ano de 970, no início do ano seguinte Tzimisces finalmente juntou suas forças para uma campanha contra os rus', movendo seus exércitos da Ásia para a Trácia juntamente com grandes quantidades de suprimentos e de armas de cerco. A marinha bizantina acompanhou a expedição e ficou encarregada de carregar as tropas até a retaguarda do inimigo para cortar-lhe o acesso ao Danúbio. O imperador escolheu a semana de Páscoa de 971 para iniciar seu ataque, pegando os rus' completamente de surpresa: os passos pelas montanhas dos Bálcãs estavam desguarnecidos, seja porque os rus' estavam ocupados sufocando revoltas búlgaras ou, talvez, como sugere A.D. Stokes, porque o tratado de paz firmado após Arcadiópolis permitiu-lhes que fossem mais complacentes
O exército bizantino, liderado por Tzimisces em pessoa e contando com 30 a 40 mil soldados avançou rapidamente e alcançou Preslava sem resistência. O exército rus' foi derrotado numa batalha defronte às muralhas da cidade e os bizantinos seguiram erguendo um cerco para tomá-la. A guarnição rus'-búlgara, sob o comando do nobre rus' Sueneldo (ou Esfangel),[b] resistiu bravamente, mas a cidade foi tomada em 13 de abril. Entre os prisioneiros estava Bóris e sua família, que foram levados para Constantinopla juntamente com as regalias imperiais búlgaras. A principal força rus', sob Esvetoslau, recuou para Dorostolo no Danúbio. Como o príncipe rus' temia uma revolta búlgara, mandou executar 300 nobres locais e aprisionou muitos outros. O exército imperial, enquanto isso, avançava sem empecilhos, com guarnições búlgaras de diversos fortes ao longo do caminho se rendendo pacificamente.
Conforme os bizantinos se aproximavam de Dorostolo, encontraram o exército rus' perfilado num campo de frente para a cidade e preparado para o combate. Após uma longa e dura luta, os bizantinos venceram quando Tzimisces ordenou que sua cavalaria pesada (os catafractários) avançassem. A linha rus' rapidamente se rompeu e os soldados fugiram para a fortaleza. O cerco que se seguiu de Dorostolo durou três meses, durante os quais os bizantinos bloquearam a cidade por terra e pelo rio, enquanto os rus' tentaram por diversas rompê-lo com raides a partir da cidade. Após uma batalha particularmente selvagem no final de julho, os rus' foram forçados a capitular. De acordo com os cronistas bizantinos, na ocasião, apenas 22 000 de um total de 60 000 homens restavam aos rus'. Tzimisces e Esvetoslau se encontraram e firmaram um acordo de paz: foi permitido que o exército russo deixasse a cidade deixando pra trás seus cativos e o espólio acumulado; seus direitos comerciais foram re-afirmados em troca de um juramento de nunca mais atacarem o território imperial. Esvetoslau não viveria para ver o resultado do acordo, pois foi assassinado a caminho de casa numa emboscada pechenegue próxima ao rio Dniepre.

## Resultado

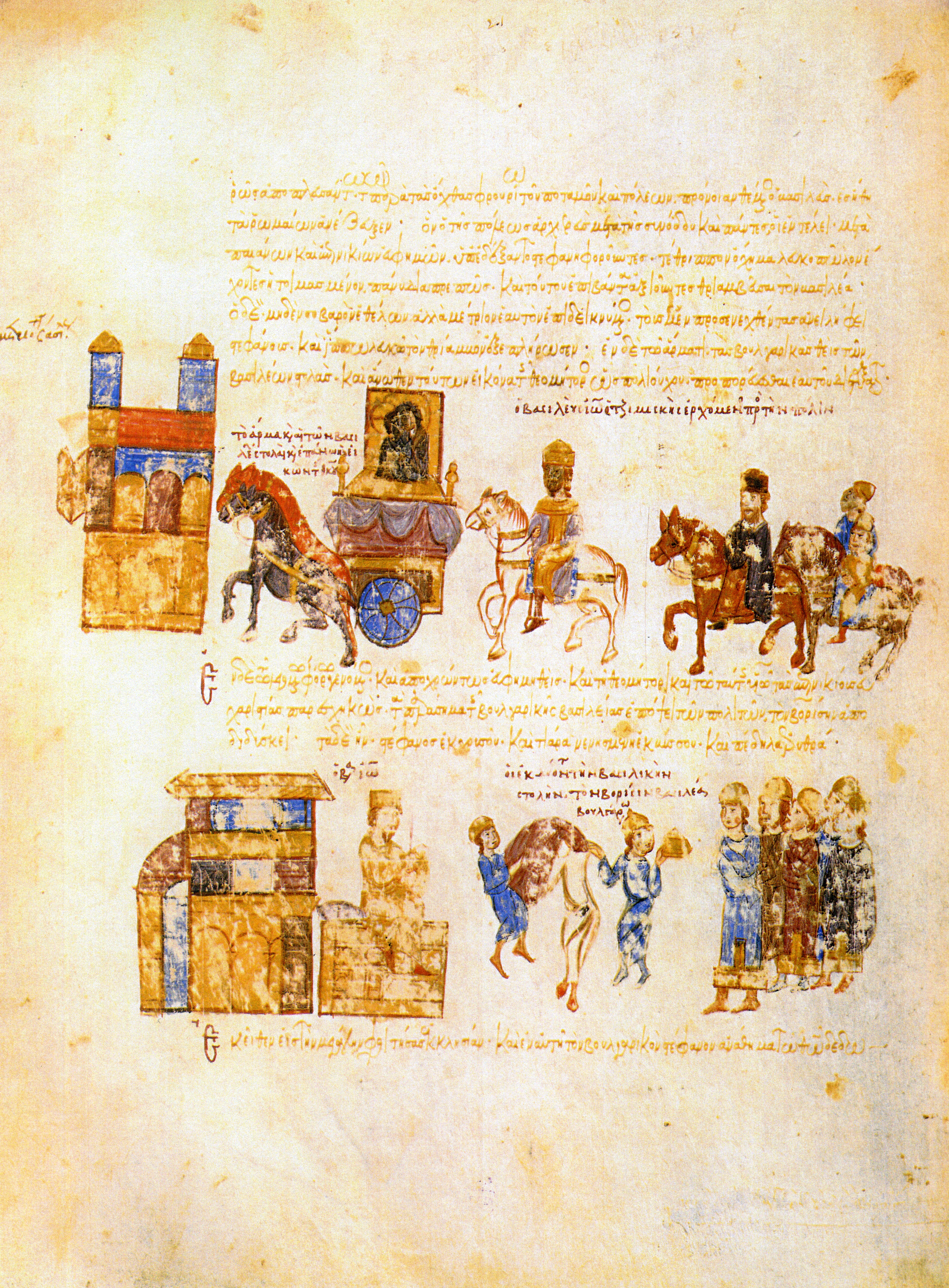
Triunfo de, mostrando a carroça com o ícone da Teótoco e as regalias imperiais búlgaras. Embaixo, sendo despojado de suas insígnias imperiais.
Iluminura do Escilitzes de Madri

O resultado da guerra foi uma vitória completa bizantina, uma vantagem prontamente aproveitada por Tzimisces. Ainda que ele inicialmente tenha reconhecido Bóris como o legítimo czar, após a queda de Dorostolo suas intenções mudaram, o que ficou evidente durante o seu retorno triunfal a Constantinopla, no qual ele entrou na cidade pelo Portão Dourado à frente de uma carroça que levava um ícone da Teótoco e a regalia imperial búlgara, com Bóris e sua família atrás. Quando a procissão alcançou o Fórum de Constantino, Bóris foi publicamente despojado de suas insígnias imperiais e, na Basílica de Santa Sofia, a coroa búlgara foi oferecida a Deus.
Este evento marcou o fim do Império Búlgaro como um estado independente, ao menos aos olhos dos bizantinos. Generais imperiais foram postados na região oriental da fronteira ao longo do Danúbio. Preslava foi rebatizada como Joanópolis em homenagem ao imperador e Dorostolo (ou, talvez, Pequena Preslava), como Teodorópolis em homenagem a São Teodoro Estratelate que, acredita-se, tenha intervindo na batalha final travada ali. Tzimisces demoveu o patriarcado búlgaro a um arcebispado sujeito ao patriarca de Constantinopla. Além disso, ele trouxe toda a família real búlgara e muitos dos nobres para viverem em Constantinopla ou na Ásia Menor, enquanto que a região ao redor de Filipópolis foi repovoada com armênios. Porém, fora da Bulgária oriental — e mesmo lá, somente nos centros urbanos — o controle bizantino existia apenas em teoria. Tzimisces, como Nicéforo Focas antes dele, estava mais interessado no oriente. Tão logo a ameaça russa desapareceu e a Bulgária parecia estar pacificada, sua atenção novamente se voltou para a Síria. Nenhum esforço específico para assegurar o controle do interior dos Bálcãs foi feito e, como resultado, a região norte-central e a Macedônia, onde nem os rus' e nem os bizantinos tinham se aventurado, permaneceram nas mãos das elites locais búlgaras.
Nestas áreas, aproveitando-se das guerras civis que irromperam após a morte de Tzimisces em 976, uma resistência búlgara emergiu, liderada pelos quatro filhos de um conde (comes), Nicolau, que se tornariam conhecidos como os cometópulos ("filhos do conde"). O mais habilidoso deles, Samuel, reviveu o reino búlgaro, agora centrado na Macedônia, e foi coroado czar em 997. Um guerreiro formidável, ele liderou campanhas pelo território bizantino chegando até o Peloponeso e travou diversas batalhas com o imperador Basílio II Bulgaróctono (r. 976–1025), numa guerra que levaria à conquista total da Bulgária pelos bizantinos em 1018. Mesmo assim, por conta dos eventos em 971, os bizantinos o consideravam nada mais do que um rebelde contra a autoridade imperial e sequer consideraram conceder-lhe novamente a igualdade de títulos que prevalecia antes de 971.